# Ministerio Público (Costa Rica)

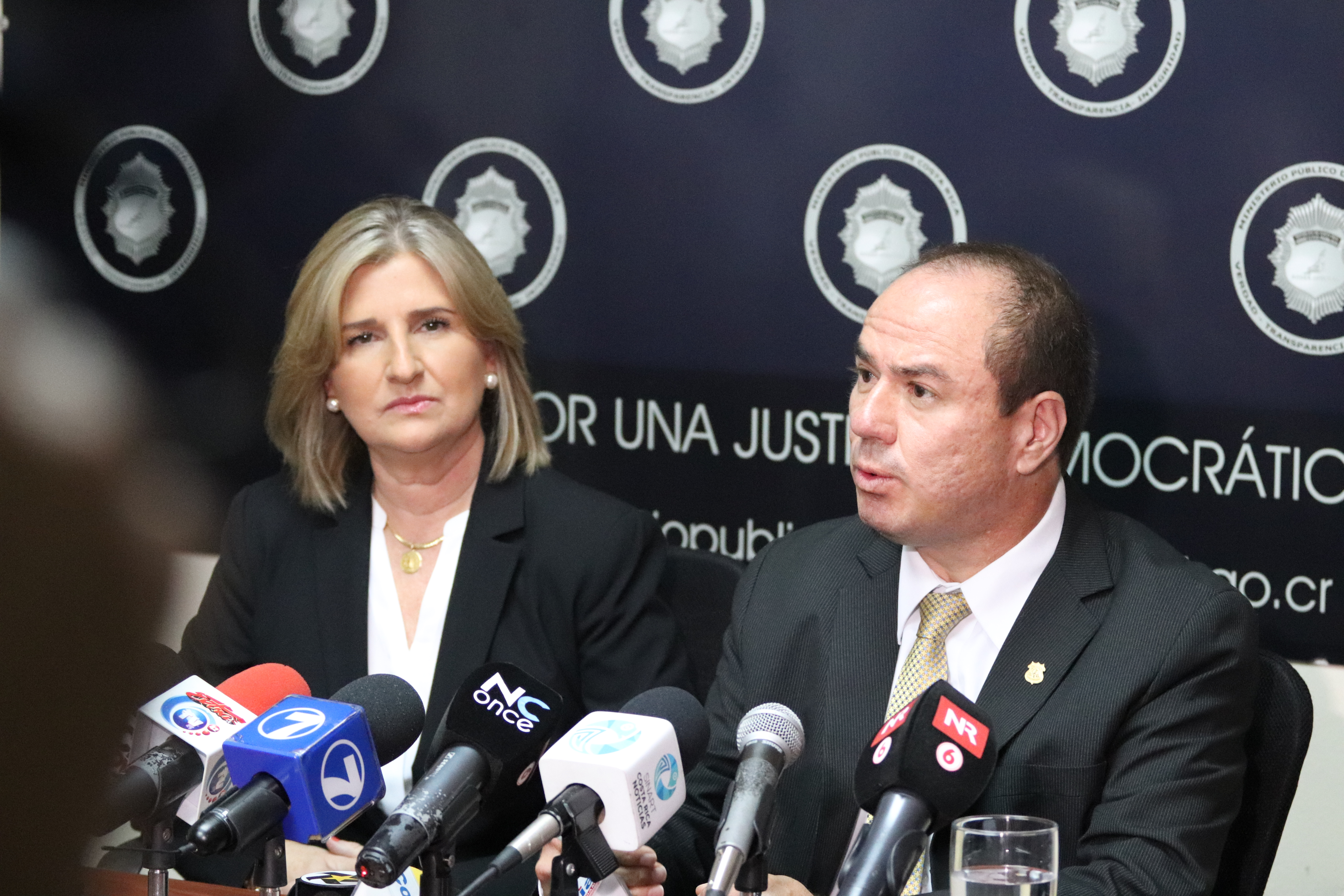
La fiscala general de Costa Rica, Emilia Navas Aparicio y el director del Organismo de Investigación Judicial, Walter Espinoza en una conferencia de prensa en la Fiscalía General de la República en 2018.

El Ministerio Público de Costa Rica tiene la función acusatoria ante los Tribunales Penales mediante el ejercicio de la acción penal y la realización de la investigación preparatoria en los delitos de acción pública, labor que cumple conjuntamente con el Organismo de Investigación Judicial.
No obstante, cuando la [ley] lo faculte, previa autorización del superior, el representante del Ministerio Público podrá solicitar que se prescinda total o parcialmente de la persecución penal, que se limite a alguna o varias infracciones o a alguna de las personas que participaron en el hecho.
Este mismo ente debe intervenir en el procedimiento de ejecución penal, en la defensa civil de la víctima cuando corresponda y asumir las demás funciones que la ley le asigne.
Desde 2010, el cargo de fiscal general lo ocupa Jorge Chavarría Guzmán. Chavarría está temporalmente suspendido por 3 meses, desde el 13 de octubre del 2017 y hasta el 13 de enero del 2018, mientras se investiga la aparente ocultación de pruebas en relación con «el Cementazo», un escándalo político. Chavarría renunció al cargo el 10 de noviembre del 2017, debido a su jubilación. Posteriormente este cargo lo ejerció Emilia Navas, quien por problemas legales decidió dejar el cargo, y actualmente lo ejerce Carlos Díaz Sánchez.

## Historia
El Ministerio Público de Costa Rica fue creado por ley de la República; no ostenta rango constitucional.  El órgano que hoy en día existe, como institución auxiliar de la moderna administración de justicia, data de treinta y cuatro años a la fecha pese a que su esencia como institución republicana es el producto de más de ciento cincuenta años de historia independiente y constitucional”.
Inicialmente sus funcionarios debían conocer una vasta cantidad de materias, todas relacionadas con los intereses del Estado, entre las cuales destacaban tres vertientes principales: la hacendaria, la patrimonial y la penal. La materia penal llegó a imponerse sobre las demás, pues la hacendaria quedó en la esfera del Poder Ejecutivo y en lo “penal hacendario” en el Ministerio Público. La materia “penal hacendaria” era de escasa relevancia, pues su legislación singular reservaba al procedimiento administrativo la mayoría de las actividades; por su parte, la materia patrimonial quedó como tarea de la Procuraduría General de la República en una relativa igualdad de condiciones con el sujeto privado

## Estructura Organizativa
El Ministerio Público está formado por diferentes unidades y fiscalías, entre ellas:
- Fiscalía General de la República.
- Consejo Fiscal.
- Fiscalía Adjunta de la Fiscalía General.
- Fiscalías Adjuntas Generales.
- Oficina de Asesoría Técnica y Relaciones Internacionales.
- Unidad de Inspección Fiscal.
- Fiscales de la Fiscalía General.
- Unidad de Capacitación y Supervisión.
- Unidad Administrativa.
- Unidad de Delitos contra la Propiedad.
- Narcotráfico y Penal Juvenil.
- Adjunta Delitos Económicos, Corrupción y Tributarios.
- Ejecución de la Pena.
- Unidad de Estafas.
- Unidad de Robos de Vehículos.
- Unidad de Violencia Doméstica y Delitos Sexuales.
- Adjunta Ambiental.
- Oficina de Defensa Civil de la Víctima.
- Oficina de Información y Orientación a la Víctima.

## Oficina de Defensa Civil de la Víctima
Es una oficina que le suministra a las víctimas de un delito los servicios de un representante legal, para que les ayude a obtener una indemnización por los daños y perjuicios que hayan sufrido.
La Oficina de Defensa Civil de la Víctima depende del Ministerio Público e inició sus labores el 1 de enero de 1998, con la entrada en vigencia del Código Procesal Penal.
El servicio profesional que brinda esta oficina es totalmente gratuito y consiste en asignarle a la víctima un abogado, quien realiza los trámites necesarios con el fin de que el acusado o quien responda por él, pague los daños causados. Esto se llama "actuación civil resarcitoria". Si la oficina comprueba que ésta sí tenía recursos suficientes como para contratar un representante legal particular que lleva el caso, realizará los trámites pertinentes para que pague por los servicios profesionales recibidos.

## Oficina de Información y Orientación a la Víctima
Creada con el fin de orientar a la víctima y disminuir sus problemas durante el desarrollo del proceso penal. Procura dar asistencia con la mayor prontitud posible, pues si la ayuda llega tarde, se agrava la situación de las personas perjudicadas y esto es precisamente lo que se trata de evitar. Esta Oficina también está adscrita al Ministerio Público y se encuentra en el sexto piso de los Tribunales del Primer Circuito Judicial.

## Casos recientes
A inicios de 2011, la Corte Suprema de Justicia de Costa Rica decidió en forma unánime, mediante el voto de sus 22 magistrados, iniciar una investigación disciplinaria al fiscal general de la República, Jorge Chavarría Guzmán, por su actuación en el caso de la investigación al exministro de la presidencia Rodrigo Arias Sánchez. El Ministerio Público llevaba a cabo una investigación sobre el uso de unos dineros donados por el Banco Centroamericano de Integración Económica al Ministerio de la Presidencia, durante la administración del expresidente Óscar Arias Sánchez. Uno de los sujetos investigados era el exministro de la presidencia y hermano de dicho expresidente. 
En octubre de 2017, el fiscal general, Jorge Chavarría, fue suspendido por tres meses (hasta enero de 2018) mientras se investiga el aparente ocultamiento de pruebas en relación con «el Cementazo». Se trata de un informe del Organismo de Investigación Judicial que evidencia más de 1000 llamadas entre dos diputados (Otto Guevara y Víctor Morales Zapata), un exdiputado (Walter Céspedes) y el empresario Juan Carlos Bolaños.